# Desiderius van Aquitanië
Desiderius was Hertog van Aquitanië van 585 tot aan zijn dood in 587.

## Context
Desiderius was legeraanvoerder onder de Frankische koningen Chilperik I en Gontram van Bourgondië. Na het tumult rond usurpator Gundowald profiteerden de Vascones van de situatie om een autonoom gebied te verkrijgen. Gontram stuurde zijn generaal Desiderius om orde op zaken te stellen. Tijdens een van de veldslagen sneuvelde Desiderius.